# ایوان کوتنکو
ایوان کوتنکو (انگلیسی: Ivan Kotenko؛ زادهٔ ۲۸ آوریل ۱۹۸۵) بازیکن فوتبال اهل اوکراین است.
از باشگاه‌هایی که در آن بازی کرده‌است می‌توان به باشگاه فوتبال کریفباس کریفیی ریه، باشگاه فوتبال دنیپرو، و باشگاه فوتبال اوبولون-برووار کیف اشاره کرد.